# 노타레스코
노타레스코(이탈리아어: Notaresco)는 이탈리아 아브루초주 테라모도에 위치한 코무네다.

## 관광지
- 산 클레멘테 알 보마노 교회(La chiesa di San Clemente al Vomano)- 9세기에 지어져 12세기에 확장 공사를 한 건축물. 교회 제단은 귀중한 암석으로 장식되어있다. 제단 위에는 유명한 조각가 로베르토 디 루제로(Roberto di Ruggero)가 안치되어 있다.

## 자매 도시
- 폴란드 프원스크